# Heterhydrus senegalensis
Heterhydrus senegalensis är en skalbaggsart som först beskrevs av François Louis Nompar de Caumont de Laporte 1835.  Heterhydrus senegalensis ingår i släktet Heterhydrus och familjen dykare. Inga underarter finns listade i Catalogue of Life.